# 火星大氣層
| 由太空俯瞰火星 |          |
| 二氧化碳       | 95.32%   |
| 氮氣           | 2.7%     |
| 氬氣           | 1.6%     |
| 氧氣           | 0.13%    |
| 一氧化碳       | 0.07%    |
| 水氣           | 0.03%    |
| 一氧化氮       | 0.013%   |
| 氖氣           | 2.5 ppm  |
| 氪氣           | 300 ppb  |
| 甲醛           | 130 ppb  |
| 氙氣           | 80 ppb   |
| 臭氧           | 30 ppb   |
| 甲烷           | 10.5 ppb |

火星的大氣層，自從火星發現少量甲烷以來，關於其如何組成的研究越來越受到關注，因為這可能是火星生命存在的跡象；不過這也可能是由地質化學作用、火山作用或熱液作用等無機方式所造成的。
火星的大氣層相對較薄，地表氣壓低至奧林帕斯山頂的30帕、高至希臘平原低點的1155帕。火星表面的平均氣壓為6百帕，相比之下地球氣壓為1013百帕，也就是說火星大氣壓力不到地球的百分之一。火星大氣總質量為25兆噸，而地球為5148兆噸，金星則為48京噸。然而它的大氣標高為11公里，比地球的7公里稍大。火星大氣含有95%的二氧化碳、3%的氮氣、1.6%的氬氣、些微的氧氣、水氣和甲烷，平均分子量為43.34。大氣中還充滿很多塵埃，使得從火星地表來看是黃褐色的。火星探測漫遊者的資料指出，這些懸浮微塵約1.5微米寬。

## 大氣組成

### 二氧化碳
二氧化碳是火星大氣主要成分。冬天時，極區進入永夜，低溫使大氣中多達25%的二氧化碳在極冠沉澱成乾冰，到了夏季則再度昇華至大氣中。這個過程使得極區周圍的氣壓與大氣組成在一年之中變化很大。

### 氬氣
和太陽系其他星球相比，火星大氣有著較高比例的氬氣。不像二氧化碳會沉澱，氬氣的總含量是固定的，但也因為二氧化碳會在不同時間進出大氣，氬氣在不同地點的相對含量會隨時間而改變。近期衛星資料指出，南極區在秋季時氬氣含量提高，到了春季則會降低。

### 水氣
火星大氣變化顯著。當夏季二氧化碳昇華回大氣時，它留下微量的水氣。季節性、時速接近400公里的風吹離極區，帶著大量的沙塵與水氣，其中水氣造就了霜與大片捲雲。這些水冰雲由機會號於2004年攝得。2008年七月31日，NASA鳳凰任務的科學家證實地下冰的發現。鳳凰號的更多分析將確認這些冰是否曾為液態，或包含生命必需的有機物。鳳凰號的熱電傳導性探針顯示當地大氣中的水分在火星晚上時會消失，同時土壤的水分則會增加。

### 甲烷

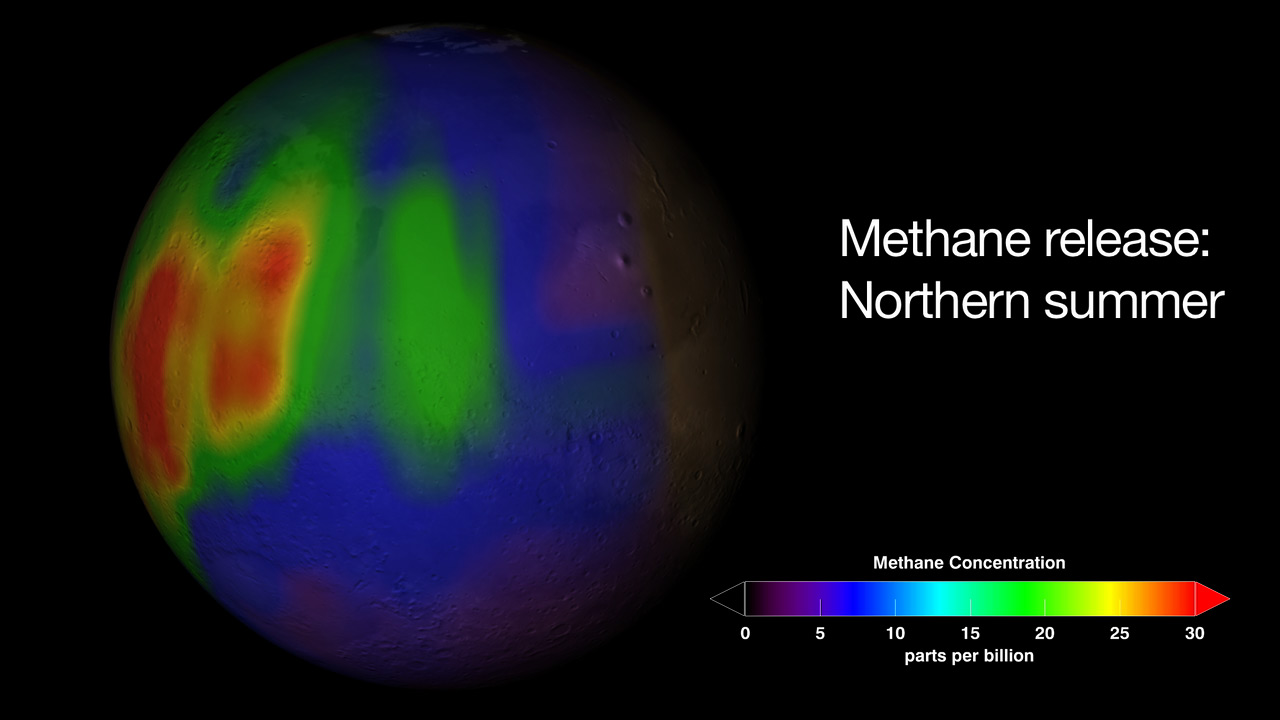
火星北半球夏季時的大氣甲烷分布。紅色塊（30ppb）約位於阿拉伯地

火星大氣中含量為十億分之一級（ppb）的微量甲烷，首次的發現來自2003年一支在NASA戈達德太空飛航中心的團隊。
2004年三月，火星快車號和自地面觀測的加法夏望遠鏡也支持甲烷的存在，濃度約10 ppbv。甲烷的存在十分吸引人，因為這是不穩定的氣體，要存在必有某種來源。據估計，火星每年必須產生約270公噸的甲烷，但由小行星帶來的只佔0.8%。雖然地質活動也可提供，但火星近期缺乏火山活動，熱液活動、熱點等是甲烷來源的可能性就較低。
微生物（如甲烷古菌）也可能是來源之一，但尚未證實。
甲烷的分布不是全球性的，表示它在充分分布均勻之前就已被破壞，不過這也指出它必不時的釋放至大氣。目前計劃於尋找可能的伴隨氣體，藉以推測來源的形式：在地球海洋中，生物產的甲烷常伴隨著乙烯，而火山作用產生的甲烷則伴隨著二氧化硫。
2005年，研究發現橄欖石與水、二氧化碳於高溫高壓下蛇紋岩化（serpentinization）後可產生甲烷，過程與生物無關。在地表下幾公里深即可滿足反應的溫壓條件，且計算如果要維持目前甲烷濃度幾十億年，所需的橄欖石量並不多，增加了甲烷無機來源的可能。而如果要證明正確，就得發現此反應的另一產物蛇紋岩。
歐洲太空總署發現甲烷的分布不均勻，但卻和水氣的分布相當一致。在上層大氣這兩種氣體分佈均勻，但在地表卻集中在三處：阿拉伯地、埃律西昂平原和阿卡迪亞平原。西南研究學院的行星科學家David H. Grinspoon認為甲烷與水氣分布的一致性增加了生物來源的可能，不過生命如何在火星如此不友善的環境下生存仍然未知。如果要證明甲烷的分布與生物有關，探測船或登陸艇需要攜帶質譜儀，分析火星上碳12與碳14的比例（即放射性碳定年法），便可辨別出是生物還是非生物源。2012年，火星科學實驗室將會測量二氧化碳與甲烷中的同位素。
2013年9月19日，根據從好奇號得到的進一步測量數據，NASA科學家報告，並沒有偵測到大氣甲烷（atmospheric methan）存在跡象，測量值為0.18±0.67 ppbv，對應於1.3 ppbv上限（95%置信限），因此總結甲烷微生物活性概率很低，可能火星不存在生命。但是，很多微生物不會排出任何甲烷，仍舊可能在火星發現這些不會排出任何甲烷的微生物。

### 人類利用的可能
火星大氣是一個可在任何登陸地利用、已知成分的資源，因此，有人建議載人火星任務可用大氣中二氧化碳為原料製造回程的燃料。這些研究包括羅伯·祖賓的直達火星和NASA的Design reference mission。兩個主要方法包括沙巴提爾反應：二氧化碳加氫氣產生甲烷與氧氣；和電解，以氧化鋯的固體氧化物電解質將二氧化碳分解為氧氣與一氧化碳。
然而，如果人類將來要殖民火星，將需要足夠的溫室氣體以維持溫暖的氣候，所以在利用大氣的同時勢必得想辦法補充。（參考火星地球化）

## 天空顏色
海盜號和探路者號登陸器的照片顯示火星的天空大致為黃褐色，而在晨昏時則帶點粉紅色。火星大氣一直充滿著塵埃，因此大氣中的懸浮微塵對天空顏色有很大的影響。這些塵埃含有褐鐵礦，而根據海盜1號著陸器所測得天空顏色所做的日光散射電腦模擬顯示，另外還有體積含量約1%的磁鐵礦。這些塵埃的大小可由小於可見光波長（0.4－0.7微米）至數十微米大。大的粒子傾向對不同波長均勻散射，使天空呈現白色，就像地球的雲一樣。不過塵埃粒子還會吸收藍光，使天空缺乏藍色而呈現黃褐色，也使肉眼所見的火星呈現紅色。假如火星大氣沒有塵埃，就會和地球一樣因大氣分子（在火星主要為二氧化碳）的雷利散射而呈現藍色天空，但因大氣稀薄很多，會呈現暗藍色，就像在地球高山所見的天空。

## 大氣結構
火星大氣由以下幾部分構成：
- 低層大氣：由於氣懸微塵與地表的熱，這部份相對溫暖。

- 中層大氣：火星的這層大氣有高速氣流。

- 上層大氣，或熱氣層：來自太陽的加熱使此處溫度很高。此處的大氣分子不再像下層那樣分布均勻。

- 外氣層：200公里以上，大氣漸漸過渡到太空，無明顯外層邊界。

## 天氣現象

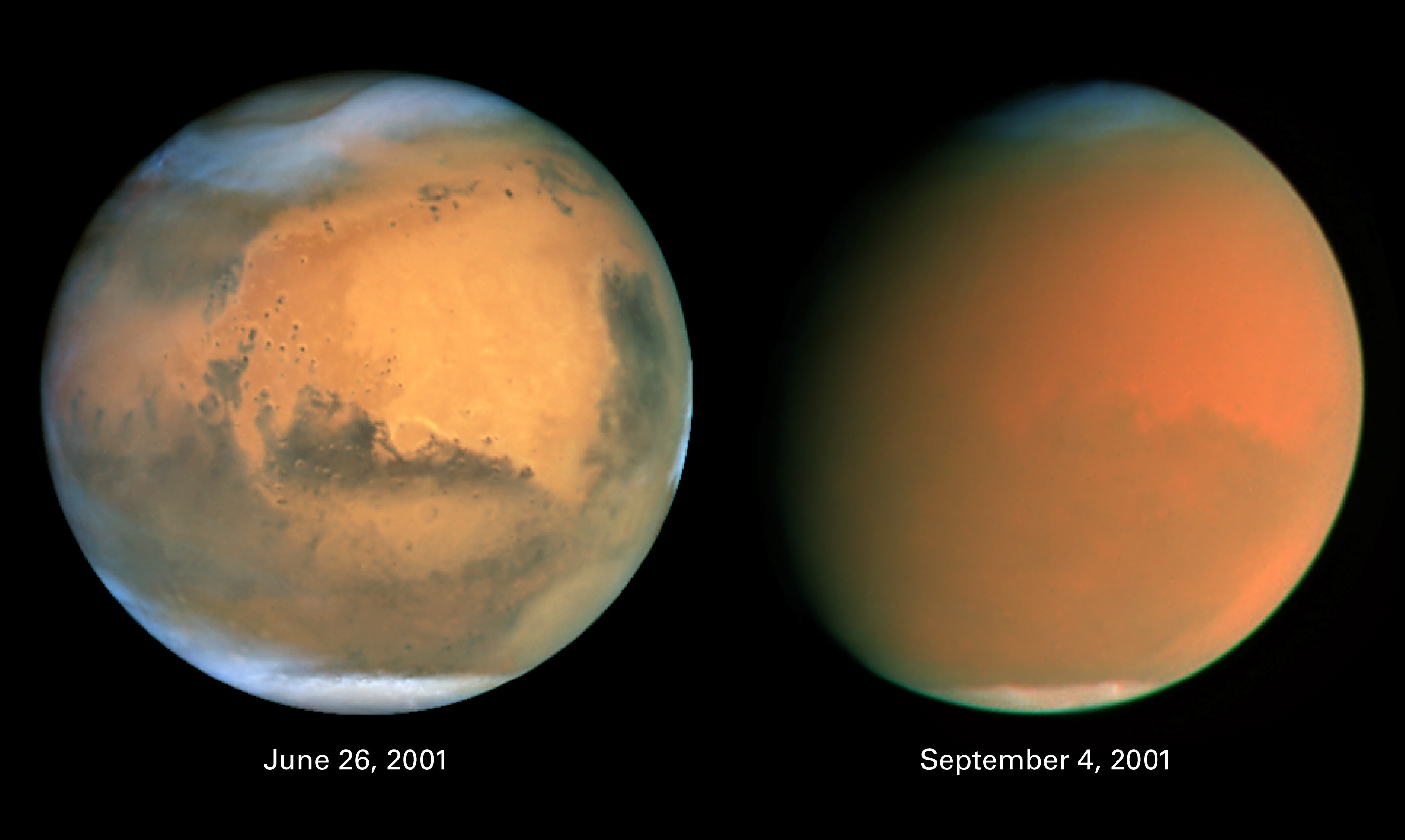
2001年9月發生的全球性塵暴（右）

### 塵暴
由於火星氣壓低，當太陽甫照地表時，大氣便能快速增加動能，風速大，加上低重力，塵埃很容易被捲入空中。而就在南半球春夏季時，增溫快，易形成強烈的風，捲起的狂沙再加強增溫，風速更快，終於形成塵暴，從太空可看到一片褐色塵雲旋轉、移動。而這些區域性塵暴有些甚至發展成全球性塵暴，將整個星球籠罩在橘霧之下。例如水手9號剛到達火星的時候，火星就被全球性塵暴遮住而無法觀測；2007年7月到8月初，精神號與機會號就因沙塵暴的發生，太陽能板接收不到足夠的光線而暫停工作。

### 塵捲風
塵捲風常見於地球的乾燥沙漠，而在火星也一樣常見，只是尺寸更大：地球上的可寬數公尺、高數十公尺，火星的塵捲風則通常有數十公尺寬、數百公尺高，而最大可再大十倍，比地球的龍捲風還大，且風速可超過每秒30公尺。和地球的塵捲風一樣是光照加熱地表空氣而形成的，在春夏季白天中午的前後幾小時內很常見。塵捲風形成後可維持並遊走一段時間，經過之處因捲走上層沙塵露出底下不同色的沙而留下深色軌跡。火星全球勘測者等的衛星照片顯示各緯度皆有發現大片交織的塵捲風軌跡，古瑟夫撞擊坑中的精神號亦不時見到行進中的塵捲風。由於塵捲風可達數公里高，不斷捲起的塵埃可能是火星大氣充滿塵埃的重要原因。
另外，塵捲風內部的沙塵會摩擦起電而帶電。較大的沙與較小的塵碰撞摩擦時，塵傾向帶負電，然後沙、塵因重量差異分開至底部和頂部，產生電場。地球上的可測量到約20千伏/公尺，雖然比地球產生閃電的最小電場小約一百倍，但火星大氣稀薄，較易將氣體击穿，況且火星塵捲風更大，電場可能更強，因此電弧或閃電就可能在塵捲風內部產生。

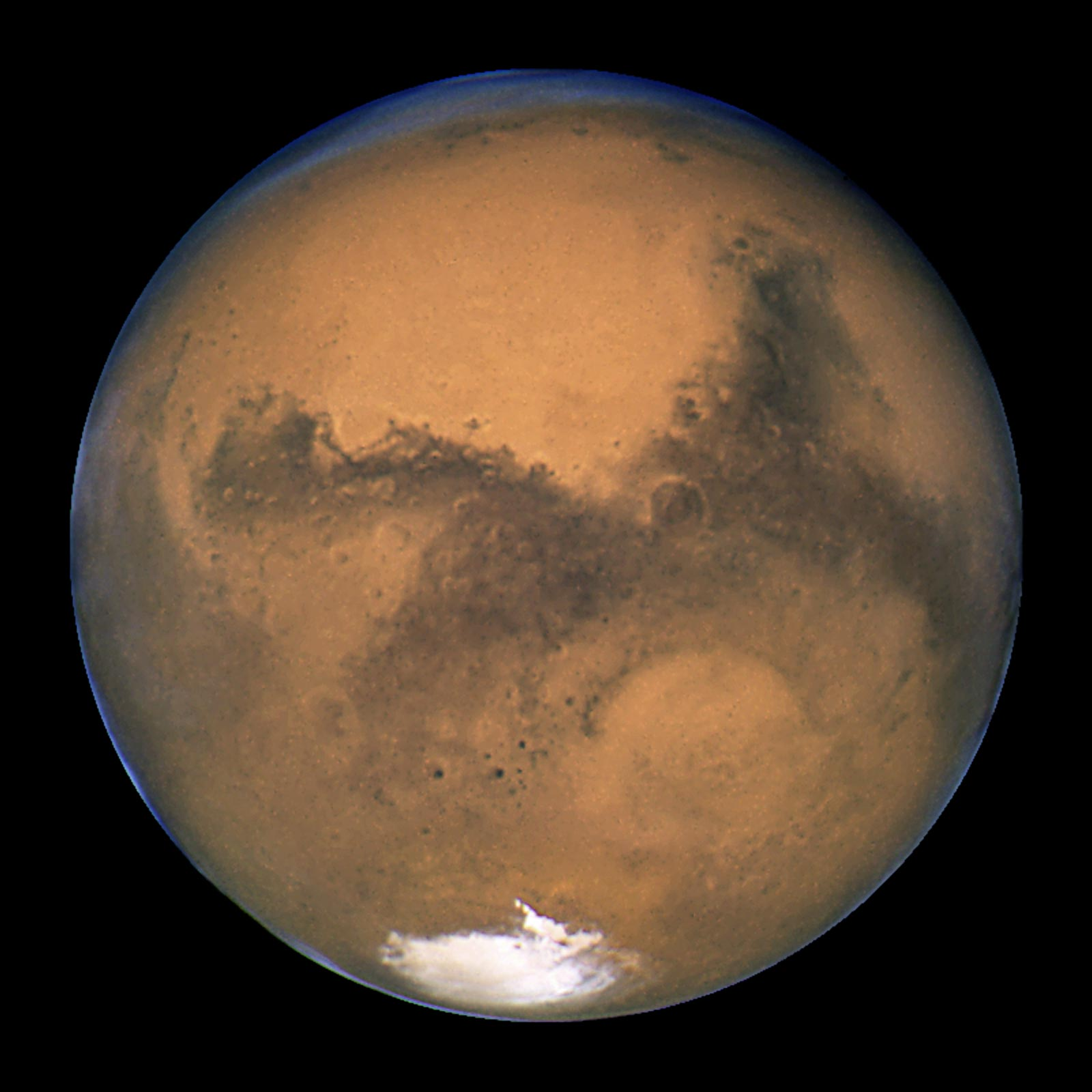
哈伯望遠鏡所攝，可見火星邊緣的藍色雲靄

### 雲霧
火星的雲不像地球那麼多又較厚實，由於冷、乾、氣壓低，火星的雲通常不多且薄，有些是水冰構成，有些是乾冰構成，如果參雜沙塵則由白色變成黃色的黃雲，另外一些常見的雲，如塔爾西斯和埃律西昂的山雲、哈伯太空望遠鏡中常見的赤道雲、火星邊緣的藍色雲靄等。

## 外部連結
- Mars Clouds Higher Than Any On Earth （页面存档备份，存于） – 火星擁有發現過自地表算起最高的雲，Space.com
- Mikulski, Lauren. . The Physics Factbook. 2000  [2009-01-18]. （原始内容存档于2017-08-10）.
- Atmospheric pressure - summary of the Viking lander results （页面存档备份，存于）